# Staré Město (Frýdek-místeki járás)
Staré Město (németül: Altstadt) község Csehországban, Frýdek-místeki járásban. Staré Město Frýdek-Místek, Baška és Dobrá településekkel határos. Lakosainak száma 1518 fő (2024. január 1.).

## Népesség
A település lakosságának változását az alábbi diagram mutatja:
| Lakosok száma | 790  | 1329 | 2088 | 2062 | 1472 | 1175 | 1472 | 1472 | 1473 | 1518 |
|               | 1869 | 1890 | 1921 | 1950 | 1980 | 2001 | 2017 | 2019 | 2022 | 2024 |